# オリヴィエ・ジェルマントマ
オリヴィエ・ジェルマントマ(Olivier Germain-Thomas、1943年7月25日 - )はフランスの作家、ラジオプロデューサー、シャルル・ド・ゴール研究所初代理事長。

## 経歴
コレーズ県ブリーヴ＝ラ＝ガイヤルドに生まれた。ソルボンヌ大学でジャン・グルニエの下でインド仏教美術の象徴体系について博士論文を書いた。
1968年5月10日、フランス学生運動が五月革命に発展した。5月29日、保守派の大学院生だったジェルマントマはソルボンヌ大学大講堂で「資本主義社会に対抗して、その元凶たるドルに対抗して、ヴェトナム国民のように弾圧された民族の解放のために、この革命をやるというなら、大いにけっこう。だが、この革命とやらを、我々は飽くまでもド・ゴールと一緒にやるんだ」と演説し、学生から「反動！」「ファッショ！」と罵声を浴びせながら会場の外へ追い出された。ジェルマントマはド・ゴール支持演説で保守派として知られるようになり、5月31日にはド・ゴール支持者がシャンゼリゼー大行進を行った。フランソワーズ・モレシャンも、ドゴール支持でデモをおこなったと証言している。
国民議会選挙を目前にした6月20日の与党決起大会で、アンドレ・マルロー文化大臣、ジョルジュ・ポンピドゥー首相とジェルマントマが演説、ジェルマントマは学生らを攻撃する演説を行った。選挙は与党UDR(共和国民主連合、共和国防衛連合)の圧勝で終わった。しかし1969年4月にはド・ゴールは辞任した。
1970年、27歳でパリにアンドレ・マルローを総裁とするシャルル・ド・ゴール研究所理事長代表になり、1973年、同研究所で政治雑誌『アペル(l'Appel)』を創刊した。1991年から1994年までは同研究所監督となる。
1979年、Soleils de cendreを発表して以降は、数々の著作を発表。1981年にはインドについて書かれた「La Tentation des Indes」を刊行。1997年には五度目の日本旅行をし、翌年日本で 『日本待望論』を刊行。
1987年から1997年までテレビ番組でシモーヌ・ヴェイユ、三島由紀夫、アンドレ・マルロー、ル・クレジオを特集した番組を制作する。
2014年3月、皇学館大学で日仏シンポジウムを開催し、ベルナール・セルジャン（フランス神話学会）、後藤俊彦（高千穂神社宮司）、 アンドレ・ヴォシェ（フランス学士院会員）、鎌田東二（京都大学）、ベルナール・フォール（コロンビア大学）、稲賀繁美（国際日本文化研究センター）、フェランテ・フェランティ（写真家） 高橋陸郎（詩人）、アミナ・タハ・フセイン・岡田（ギメ美術館主任学芸員）、 芳澤勝弘（花園学園大学国際禅学研究所）、フランソワ・ラショー（仏極東学院・高等研究実践院)、ツトム・ヤマシタ（音楽家）、フィリップ・マルキヴィッチ神父（ベネディクト派修道会士）島薗進（上智大学）、ベルトラン・ヴェルジュリ（パリ聖セルギウス研究所）、長谷川三千子（埼玉大学）、太寛常慈（臨済宗妙心寺派フランス人禅僧）、高橋和夫（文化学園大学）、ダニエル・エルヴュー=レジェ（宗教社会学)、丸山敏秋（東洋思想史）、ジャン=ピエール・ローラン （ルネ・ゲドン研究、秘教史、CNRS）、田中英道（東北大学）、アレクシィ・ラヴィス（ルーアン大学）、吉田敦彦（比較神話学)らが参加した。

## 思想

### ド・ゴール主義について
ジェルマントマによれば、ド・ゴール主義(ゴーリスム)とは、自主防衛、民族自決に基づく植民地解放、参加型労使協調による脱資本主義の三つを基礎としたものであった。

### 反米・反共主義について
アメリカについては強く批判している。
また、ソ連や中国共産党を批判している。

### 日本について
日本について「日本民族の勇気、万民安寧の礎ならんとする熱誠、自然や神々との緊密な結びつき、歴史の連続性、文化の奥深い独創性などからして、日本こそ、明日の文明の座標軸の一つ」と主張した。
また、神風特攻隊について「祖国防衛のため命をささげた無数の英霊と、あまりにも若い花の命を散らせた神風特攻隊員たちは、いまや、戦ではなく霊性によって日本が世界に光明をもたらすことを、生者たる皆さんに向かって、あの世から念じてるのです」とした。

## 受賞
- 1993年、ヴァレリー・ラルボー賞
- カトリック文学賞
- 2007年、ルノードー賞エッセイ部門

## 著書
- Soleils de cendre, Paris, Albin Michel, 1979.
- La Tentation des Indes, Paris, Plon, 1981, réed. Paris, Albin Michel, 1993.
- L'amour est assez grand seigneur, Paris, Albin Michel, 1985, Prix des Créateurs.
- Retour à Bénarès, Paris, Albin Michel, 1986.
- De Gaulle jour après jour, Éditions F.X de Guibert, 2000 avec Philippe Barthelet
- Princesse non identifiée, Paris, Flammarion, 1990.
- Au cœur de l'enfance - Préhistoire, Paris, Flammarion, 1993, Prix Valery Larbaud.
- Le village des serpents, Éditions Albin Michel, 1997
- Images découpées en Birmanie, Éditions Fata Morgana, 1997
- Écriture de la lumière, Éditions Le Temps qu'il fait, 1998
- 『日本待望論―愛するゆえに憂えるフランス人からの手紙』竹本忠雄監修、吉田好克訳、産経新聞社、1998 年11月
- Marion ou le Corps enseignant, Éditions du Rocher, 2000
- En chemin vers le Bouddha (Grand Prix catholique de littérature), Éditions Albin Michel, 2001
- La France en paroles, Éditions Albin Michel, 2002
- Birmanie, une foi au quotidien (photogr. Bertrand Rey), Éditions Payot, 2002
- La traversée de la Chine à la vitesse du printemps, Éditions du Rocher, 2003
- Le voyage des Indes (photogr. R. et S. Michaud), Imprimerie nationale, 2003 avec Sayed Haider Raza, Mandalas, Éditions Albin Michel, 2004
- Un matin à Byblos (Grand Prix Phénix du Liban. Prix Méditerranée), Éditions du Rocher, 2005
- Mosaïque du feu, Éditions du Rocher, 2004
- Lumières du Bouddha (photogr. Christophe Boisvieux), Éditions EDL, 2007
- Le Bénarès-Kyôto (Prix Renaudot du meilleur essai), Éditions du Rocher, 2007
- Marco Polo, Paris, Gallimard, 2010.
- Asies, Éditions Signatura, 2010
- La tentation des Indes, Éditions Folio Gallimard, 2011
- Angkor,Lumière de pierre (photogr. Mireille Vautier), Imprimerie Nationale, 2011
- Empreintes du sacré (photogr. Ferrante Ferranti), La Martinière, 2012
- Manger le vent à Borobudur, Gallimard, 2013